# Brian Joubert
Brian Joubert, francoski umetnostni drsalec, * 20. september 1984 Poitiers, Francija.
Joubert je štirikrat osvojil zlato medaljo na državnem prvenstvu v umetnostnem drsanju ter bil dvakrat podprvak na svetovnem prvenstvu.